# Kondorosy Előd
Kondorosy Előd (Budapest, 1964. június 24. –) magyar entomológus, egyetemi tanár. A mezőgazdasági tudományok kandidátusa (1996).

## Életpályája
1991 óta oktat. 1995-től adjunktus. 1996-ban PhD. fokozatot szerzett. 1998-tól docens. 2002–2005 között, valamint 2021-től tanszékvezető. 2011–2017 között oktatási és akkreditációs dékánhelyettes volt. 2015-ben habilitált a Szent István Egyetemen. 2020 óta a Magyar Agrár- és Élettudományi Egyetem egyetemi tanára. 2021-től intézetigazgató-helyettes.
Kutatási területe a poloskák rendszertana, ökológiája, faunisztikai kutatása. Gerinctelenek természetvédelme. Növényvédelmi rovartan (poloskák, kabócák, bogarak).

## Művei
- Kölüs Gábor emlékkönyv (2010)

## Díjai
- Szelényi Gusztáv-emlékérem (1996)
- Pannon Agrártudományi Egyetem Kiváló Dolgozója (1996)
- Geogikon Kar Kiváló Dolgozója (2006)
- Dékáni Dicsérő Oklevél (2007)
- Nagyváthy János-díj (2009)
- Pro Natura emlékplakett (2018)
- A Magyar Érdemrend lovagkeresztje (2021)[5]
- Bakonyi Károly-díj (2022)